# Krigsåret 1982

## Pågående krig
- Afghansk-sovjetiska kriget (1979-1989)
  - Sovjet och Afghanistan på ena sidan
  - Afghanska mujahedin (med stöd från USA, Pakistan och flera arabländer) på den andra sidan

- Inbördeskriget i El Salvador (1979-1992)[1]

- Falklandskriget (1982)[2]
  - Argentina på ena sidan
  - Storbritannien på andra sidan
- Libanonkriget[2]

- Iran–Irak-kriget (1980-1988)[1]
  - Iran på ena sidan
  - Irak på andra sidan

## Händelser

### Januari
- 24 januari - Efter tre dagars arbete avslutas Folkriksdagen för fred i Stockholm. Man antar ett krav på svenska insatser för nedrustning.[3]

### Februari
- 3 februari - Sovjetunionens president Leonid Brezjnev förklarar att Sovjetunionen är redo att avtala med USA om att kärnvapen med medellång räckvidd skall minskas med två tredjedelar av väst och öst före 1990.[3]
- 13 februari - Det första stora fredsmötet i Östtyskland äger rum i Kreuzkirche i Dresden.[3]

### Mars
- 1 mars - I Norrbotten inleds Norrsken, den största militärmanövern i Sverige sedan andra världskriget.[3]

### April
- April - Iran-Irakkriget trappas upp.[3]
- 2 - Argentina besätter den brittiska kronkolonin Falklandsöarna i södra Atlanten. Det är starten för Falklandskriget.[3]
- 3 - Argentina besätter den brittiska kolonin Sydgeorgien i södra Atlanten.
- 5 - Storbritanniens krigsflotta mobiliserar.
- 6 - Storbritanniens krigsflotta far mot södra Atlanten.
- 8 - USA:s utrikesminister Alexander Haig inleder sina medlingsförsök i Falklandskriget mellan Storbritannien och Argentina med ett besök i London i Storbritannien.
- 13 april – Den så kallade Myrdalappellen offentliggörs i Stockholm, och enligt den måste frågorna om internationell säkerhet och nedrustning förankras hos en bred folkopinion.[3]
- 18 april – Den veckolånga antikärnvapenkampanjen Ground Zero inleds i USA.[3]
- 25- Israel återlämnar Sinaihalvön till Egypten. Sinaihalvön  har varit ockuperad av Israel sedan Oktoberkriget 1973.
- 25-26 - Brittiska styrkor återerövrar det av Argentina  besatta Sydgeorgien åt Storbritannien.[3]

### Maj
- 3 maj - En brittisk ubåt torpederar argentinska kryssaren General Belgrano.[3]
- 9 maj – USA:s president Ronald Reagan föreslår att Sovjetunionen och USA minskar ner sina strategiska kärnvapen med en tredjedel.[3]
- 15 maj - 70 000 personer deltar i en fredsmarsch till Ullevi i Göteborg.[3]
- 18 maj
  - FN:s medlingsförsök i Falklandskonflikten upphör.[3]
  - Sovjetunionens president Leonid Brezjnev meddelar, i samband med Komsomols 60-årsjubileum, att ensidig sovjetisk nedskärning av medeldistansrobotar på sovjetiskt territorium satts igång.[3]
- 20 maj - Nedrustningssamtalen i Genève återupptas efter två månader.[3]
- 24 - Iranska trupper återtar Khorramshahr som hållits av irakiska förband.[3]
- 30 maj - Spanien går med i NATO.[3]

### Juni
- 3 juni - Muslimsk gerilla uppges ha utkämpat ett slag i Pansjherdalen mot sovjetiska samt regimtrogna afghanska styrkor.[3]
- 4 juni - Sveriges riksdag godkänner bygget av JAS.[3]
- 6 juni - Israel invaderar södra Libanon för att driva bort PLO.[3]
- 12 juni - Ett demonstrationståg i New York i USA samlar drygt 500 000 personer, och slutar med möte i Central Park.[3]
- 14 juni - Argentina kapitulerar i Falklandskonflikten.[3]
- 15 - Storbritanniens premiärminister Margaret Thatcher meddelar att Storbritannien återerövrat Falklandsöarna.
- 16-17 - Massakern i flyktinglägen Sabra och Shatila i Libanon
- 20 - Storbritannien återerövrar Sydsandwichöarna i södra Atlanten och förklarar att Falklandskriget är slut.
- 22 juni - Sovjetunionen lovar inför FN att man inte tänker vara först med att använda kärnvapen vid en konflikt.[3]
- 29 juni - I Genève återupptas START-samtalen.[3]

### Juli
- 10 juli - FN:s andra specialsession för nedrustning avslutas i New York, och betecknar besvikelse och misslyckande.[3]
- 13 juli - Iranska soldater tränger tio kilometer in på Iraks område, fastän Irak proklamerat ensidig vapenvila.[3]
- 13-29 juli - En fredsmarsch från Stockholm till Minsk inleds och lockar 300 personer från hela Norden.[3]

### Augusti
- 1 augusti - Israeliska styrkor inleder ett våldsamt angrepp mot västra Beirut, där PLO har sitt högkvarter.[3]
- 29 augusti - PLO-ledaren Yassir Arafat evakueras från Beirut.[3]

### September
- 2 september – Israel förkastar en fredsplan för Mellanöstern, framlagd av USA:s president Ronald Reagan två dagar tidigare.[3]
- 18 september - Svårt lemlästade kroppar av män, kvinnor och barn hittas i de två palestinska flyktinglägren Sabra och Shatila i västra Beirut. Massakern har utförts kristen högermilis, men kritiseras för att ha utförts med Israels goda minne.[3]
- 22 september – Sveriges överbefälhavare Lennart Ljung presenterar en utredning från Sveriges försvar, enligt vilken fyra främmande ubåtar, och sannolikt fler, kränkt farvattnen på Sveriges ostkust under den gångna sommaren.[3]
- 24-27 september – Tre amerikanska örlogsfartyg på flottbesök i Stockholm uppmärksammas, då de misstänks ha kärnvapen ombord. Svenska myndigheterna menar att man inte tänker undersöka saken.[3]
- 29 september
  - 400 amerikanska marinkårssoldater anländer till Beirut, då Israel slutat kräva att få behålla en landningsbana samt personal i kontrolltornet på flygplatsen.[3]
  - Försvarsmanövern Sydfront 82 i Skåne i Sverige, som omfattar 24 000 man, avslutas.[3]

### Oktober
- 18 oktober – Svenska marinen avslutar sin jakt på främmande ubåtar i Hårsfjärden.[3]

### November
- 1 november – Iran uppges ha inlett en ny massiv offensiv mot Irak.[3]
- 6 november – 350-årsminnet av Slaget vid Lützen uppmärksammas i Lützen.[3]

### December
- 8 december - Ett svenskt förslag för upprättandet av kärnvapenfri zon i Centraleuropa läggs fram av svenske utrikesministern Thomas Bodström.[3]
- 17 december - Alexandra Karlsén, Anna Nilsson, Siv Samuelsson och Tina Wilhelmsson utses till Sveriges första kvinnliga officerare.[3]

## Avlidna
- 4 september - Douglas Bader, 72, brittisk stridsflygare.[3]
- 4 november - Victor Lago, 63, spansk general.[3]

### Fotnoter
1. 1 2  ”Chronological List of All Wars”. Arkiverad från originalet den 9 oktober 2014. https://web.archive.org/web/20141009082543/http://www.correlatesofwar.org/COW2%20Data/WarData_NEW/WarList_NEW.pdf. Läst 29 juni 2011.
2. 1 2  ”World Statesmen”. http://www.worldstatesmen.org/WARS.html. Läst 28 juni 2011.
3. 1 2 3 4 5 6 7 8 9 10 11 12 13 14 15 16 17 18 19 20 21 22 23 24 25 26 27 28 29 30 31 32 33 34 35 36 37 38 39 40 41 42   Horisont 1982. Bertmarks